# Hartwigska huset

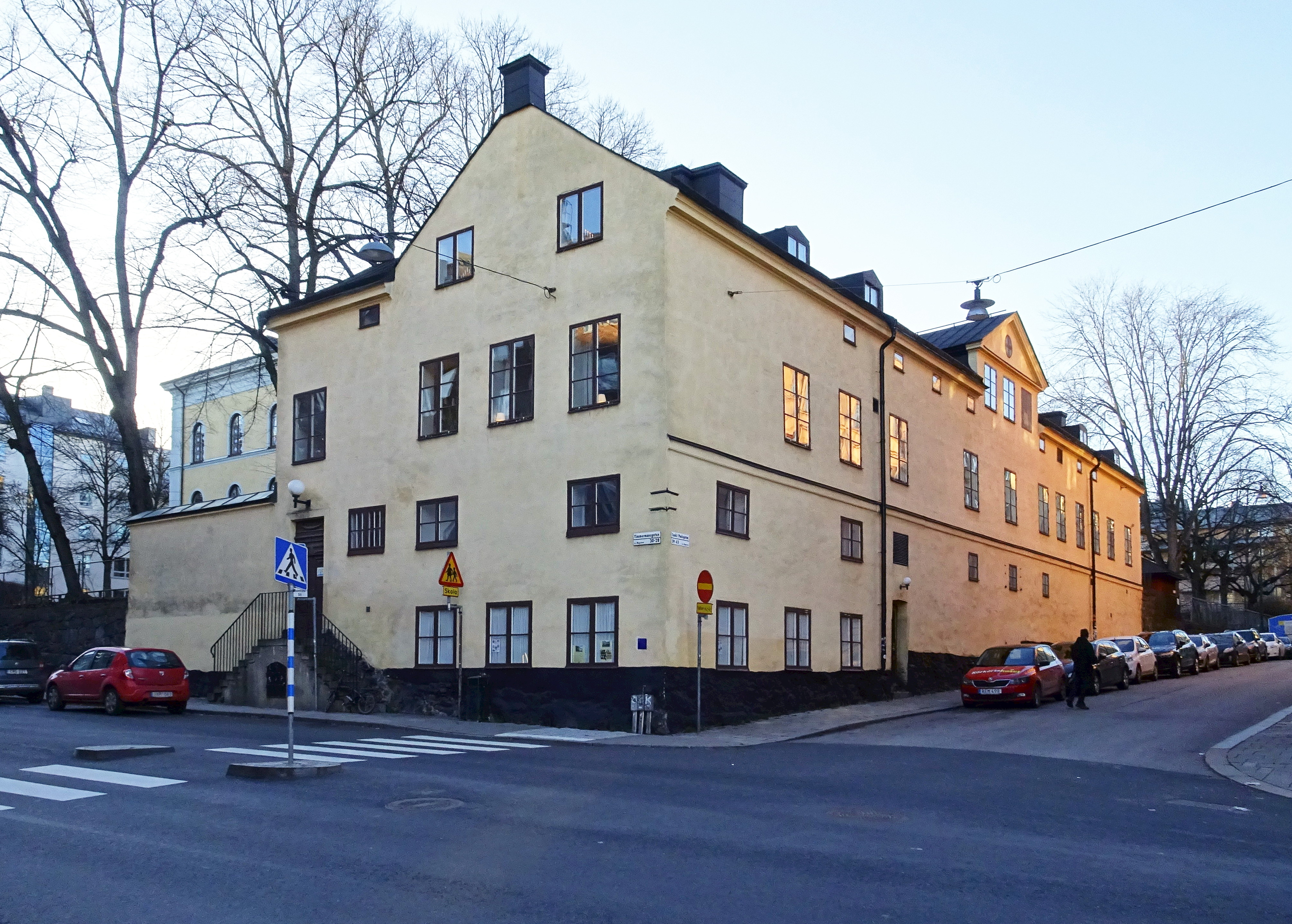
Hartwickska huset, Sankt Paulsgatan / Timmermansgatan.

Hartwigska huset (även stavat Hartwickska huset) är en tidigare malmgård i kvarteret Magistern i hörnet Timmermansgatan och Sankt Paulsgatan på Södermalm i Stockholm. Byggnaden uppfördes 1759 och nyttjades efter 1854 som folkskola. I dag används byggnaden som föreningsgård. Den ägs och förvaltas av AB Stadsholmen och är blåmärkt av Stadsmuseet i Stockholm vilket innebär "att bebyggelsen bedöms ha synnerligen höga kulturhistoriska värden".

## Historik

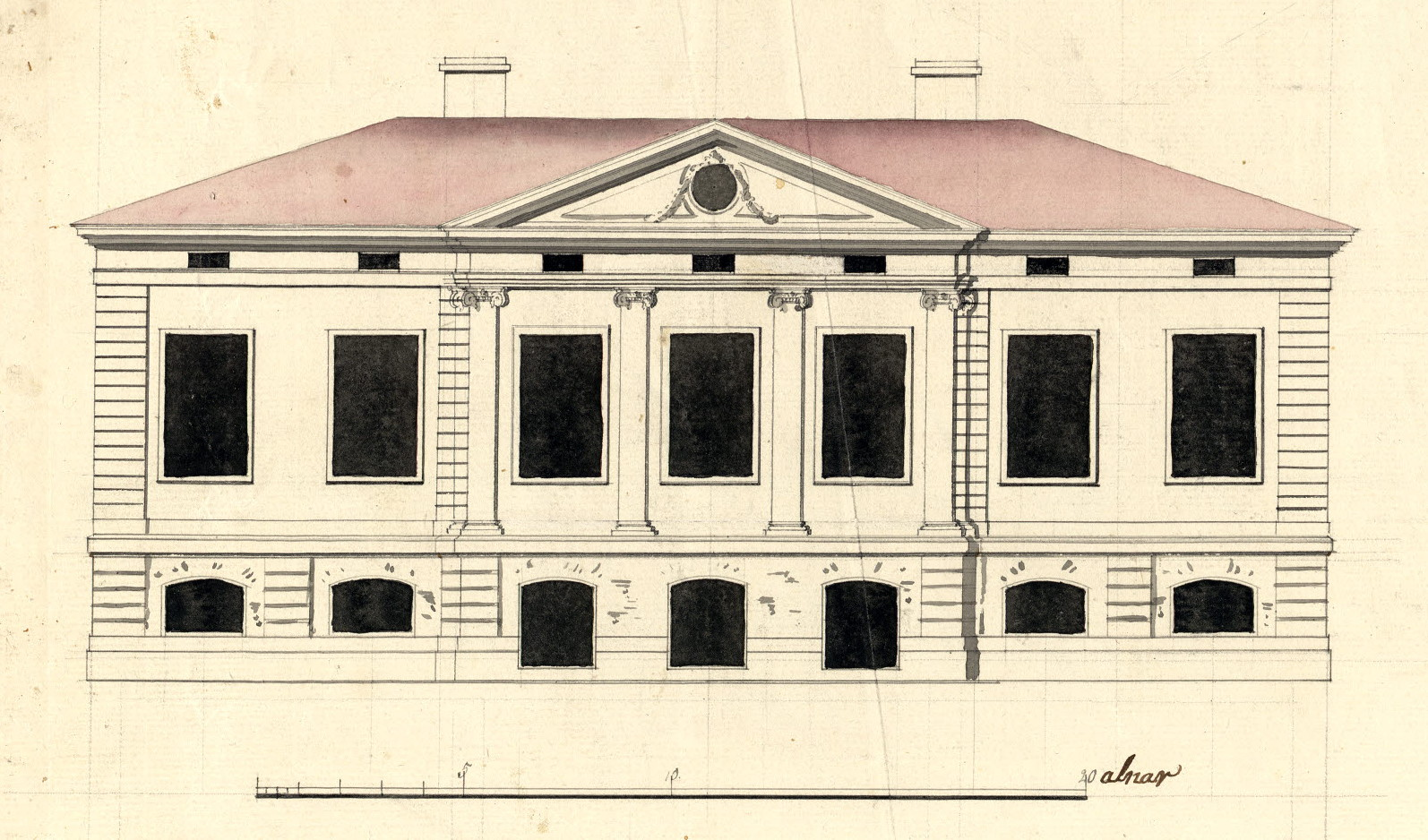
Frieses fasadritning från 1769.

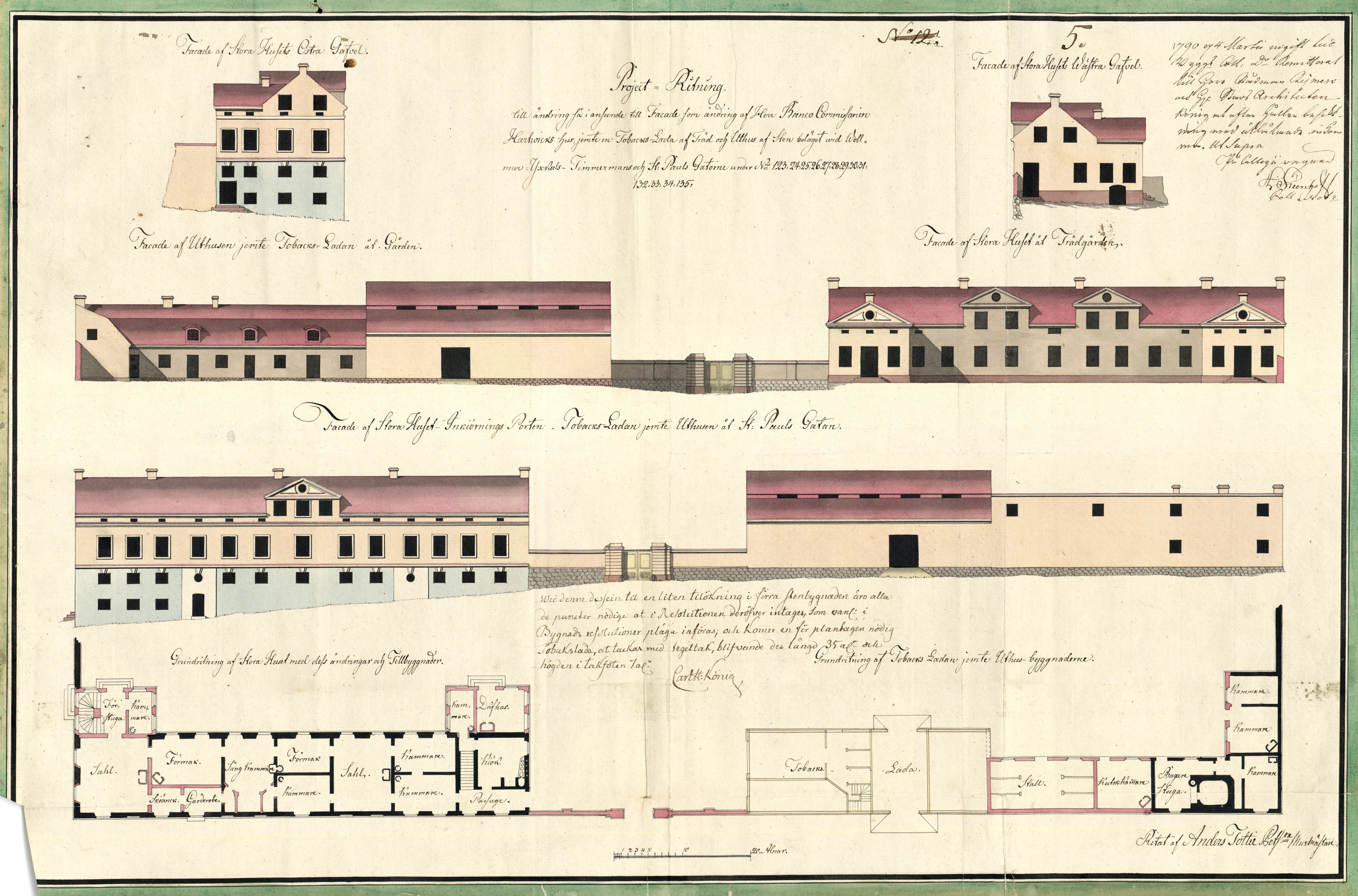
Tottie Petterssons ritning från 1790.

I dåvarande kvarteret Gripen (dagens Magistern) lät järnhandlaränkan Margareta Kierman 1769 bygga ett påkostat stenhus. Kierman tillhörde en av stadens kända familjer som hade stort politiskt inflytande i kampen mellan Hattar och Mössor. Ritningarna upprättades av murmästaren Johan Wilhelm Friese. Han var även upphovsman för ett hus som Kierman ägde vid Hornsgatan 28 och som byggdes 1761.
Frieses ritning visar ett hus, sju fönsteraxlar långt, i en våning och med en relativt påkostad fasadutformning. Där fanns ett utskjutande mittparti med frontespis, pilastrar, hörnkedjor och stora fönster. På bottenvåningen låg en större sal, omgiven av tre mindre rum samt en rymlig källare. 
Om huset verkligen uppfördes så som framgår av den bevarade originalritningen är oklar, eftersom dagens fasader och planlösningen knappt överensstämmer med ritningen. Endast en fronton med tre fönster mot Sankt Paulsgatan påminner om mittpartiet. Möjligtvis ingår ursprungshuset i dagens komplex. Även brandförsäkringen från 1782 anmärkte att huset inte överensstämmer med 1769 års ritning. 1782 ägdes fastigheten av Friese som under tiden blivit ålderman. Det är trolig att han byggde om och förlängde Kiermans malmgård. Friese avled 1789 och huset fick en ny ägare.
År 1790 upprättades en bygglovsritning av murmästaren Anders Tottie Pettersson som mer överensstämmer med dagens utseende. Beställare var bancokommissarien C.O. Hartwick (eller Hartwig). Det är efter honom som byggnaden erhöll sitt nuvarande namn. Hartwicks byggnad fick två mot trädgårdssidan framspringande gavelpartier. Tomten sträckte sig nästan ända ner till Torkel Knutssonsgatan, och vid Timmermansgatan fanns en torklada för torkning av tobaksblad. Till anläggningen hörde även längor för stall, vagnshus och en bagarstuga. Dessutom låg en mängd mindre stenhus och bodar på tomten. Från den tiden härrör även entréporten i gustaviansk stil mot Timmermansgatan. Den nåddes via en fritrappa som togs bort när Timmermansgatan och Sankt Paulsgatan sänkets kring sekelskiftet 1900. Då hängde porten någon meter upp på fasaden. Först 1969 uppfördes en ny likadan fritrappa.

## Husets vidare öden

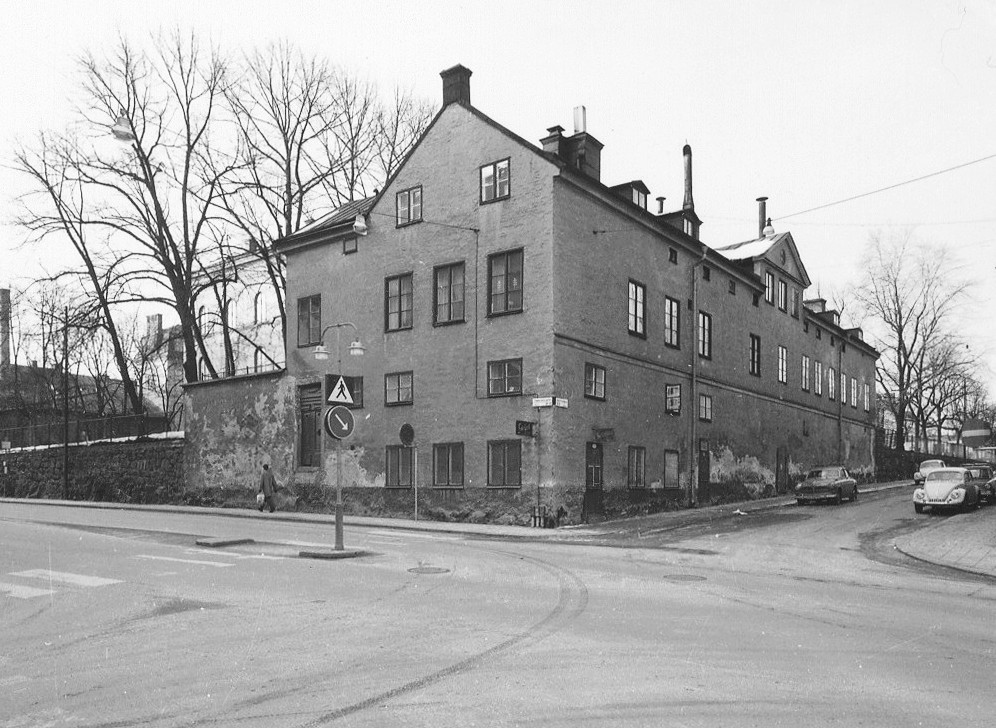
Hartwickska huset 1963.

År 1854 förvärvades fastigheten av Maria Magdalena församling att användas som folkskola, föregångaren till dagens Maria gamla skola. Förmodligen revs några innerväggar för den nya verksamheten. 1864 invigdes en ny skolbyggnad vilken placerades på tomten söder om malmgården och parallellt med Timmermansgatan. För ritningarna stod arkitekt Johan Fredrik Åbom. Skolhuset fick namnet Maria G:la Skola och används fortfarande idag som grundskola. Byggnaden är därmed Stockholms äldsta bevarade folkskola. 1876 utökades bebyggelsen på tomten med ytterligare ett skolhus (idag skolans huvudbyggnad), även det ritat av Åbom. 
Kring sekelskiftet 1900 ändrades kvartersnamnet Gripen till det mera passande Magistern. Hartwigska huset inhyste skollokaler, tjänstebostäder, slöjdstuga och Stockholms stads systuga. Under andra världskriget användes lokalerna av Svensk-norska föreningen. Efter en större renovering i slutet av 1960-talet flyttade Ungdomsrådet in. 
År 2004 övertog AB Stadsholmen fastigheten från staden. Idag har Maria Högalids Föreningsråd sin verksamhet här. Husets rum är uppkallade efter personer som har anknytning till byggnaden, exempelvis det Hartwickska rummet, uppkallat efter O.C. Hartwig som namngav huset, det Kiermanska rummet som är uppkallat efter Margareta Kierman, husets första ägare och det Sjöbergska rummet har uppkallats efter fröken Elsa Sjöberg som var bosatt här mellan 1895 och 1968.

## Nutida bilder

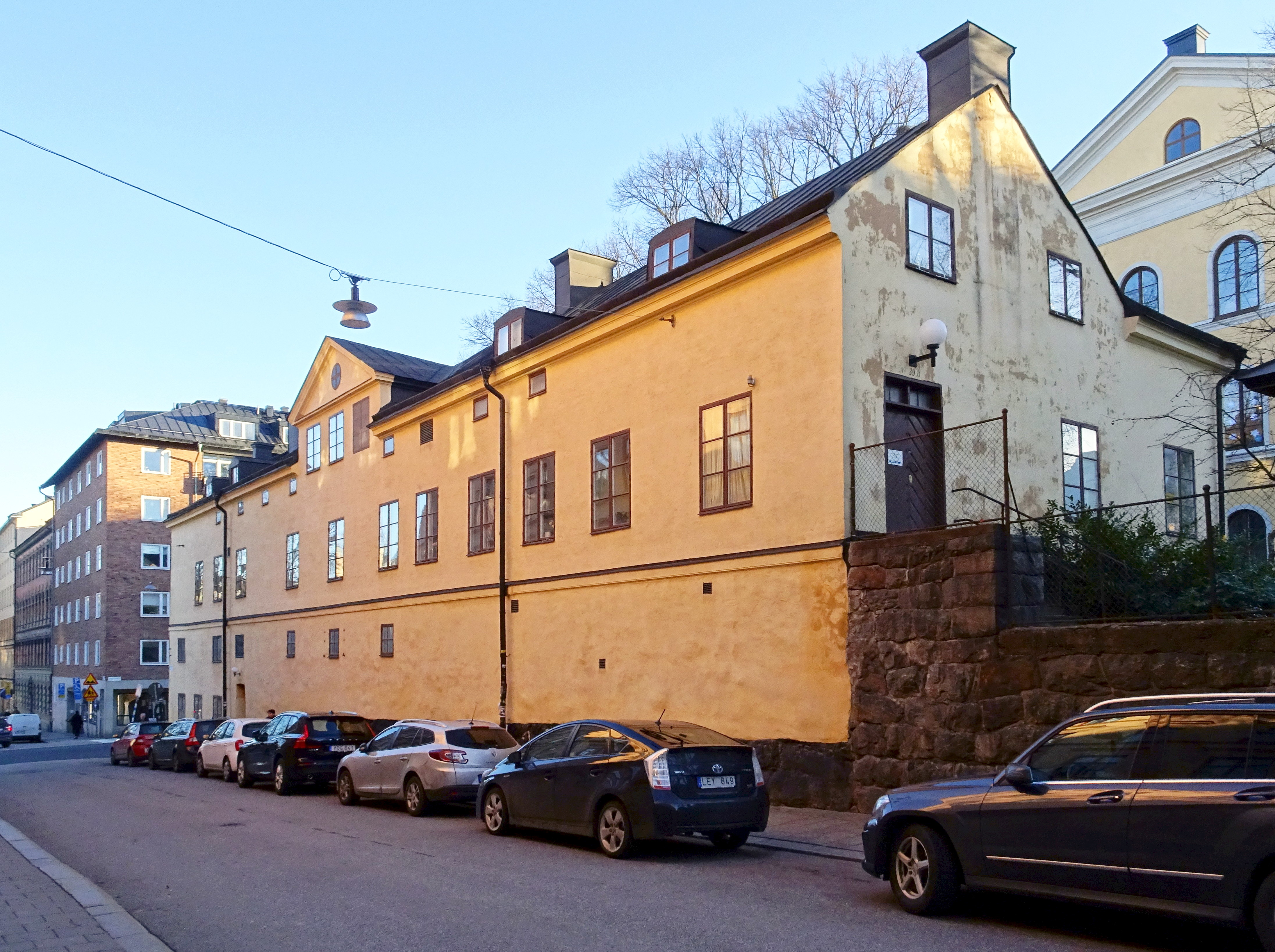
Från Sankt Paulsgatan.
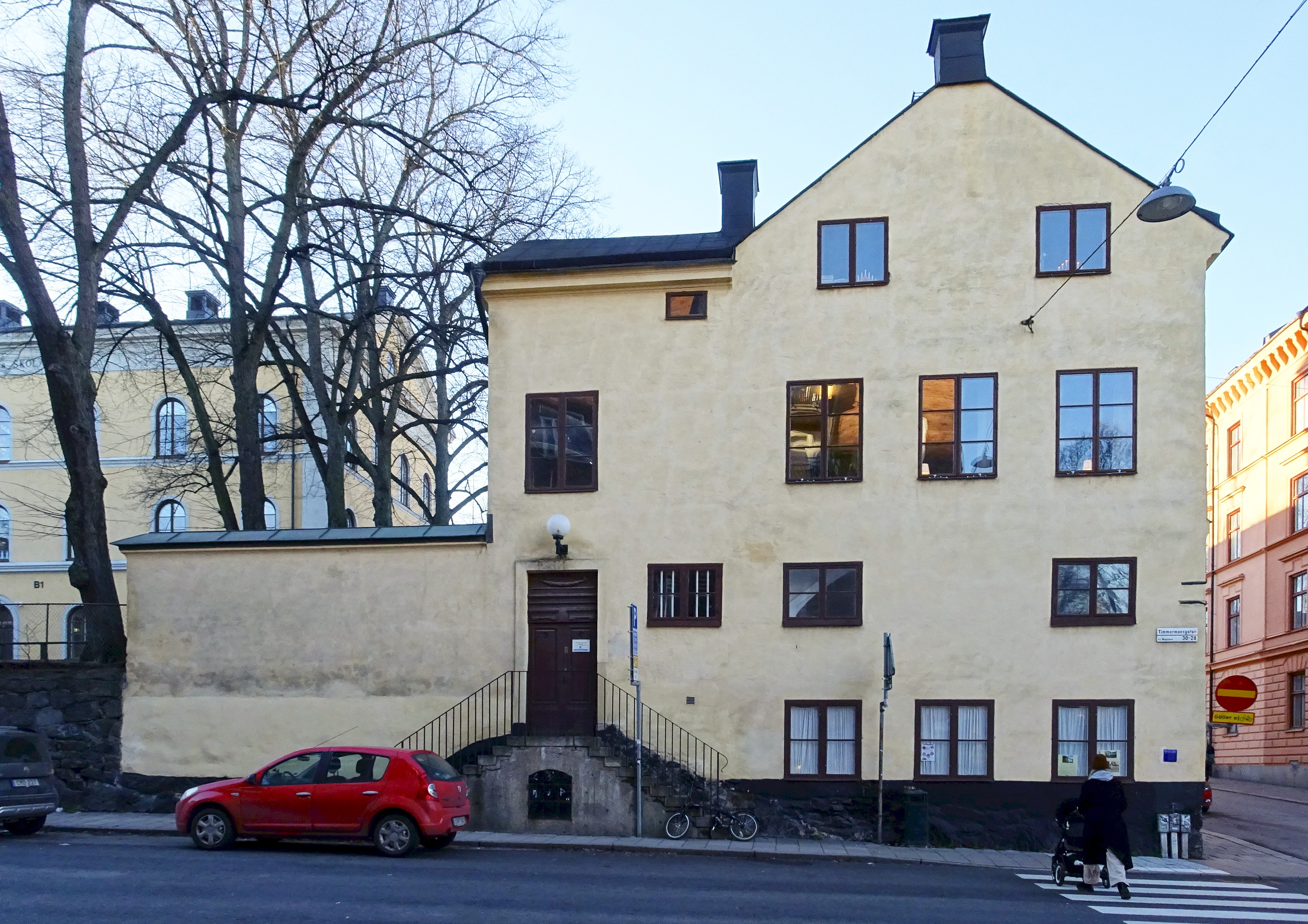
Från Timmermansgatan.
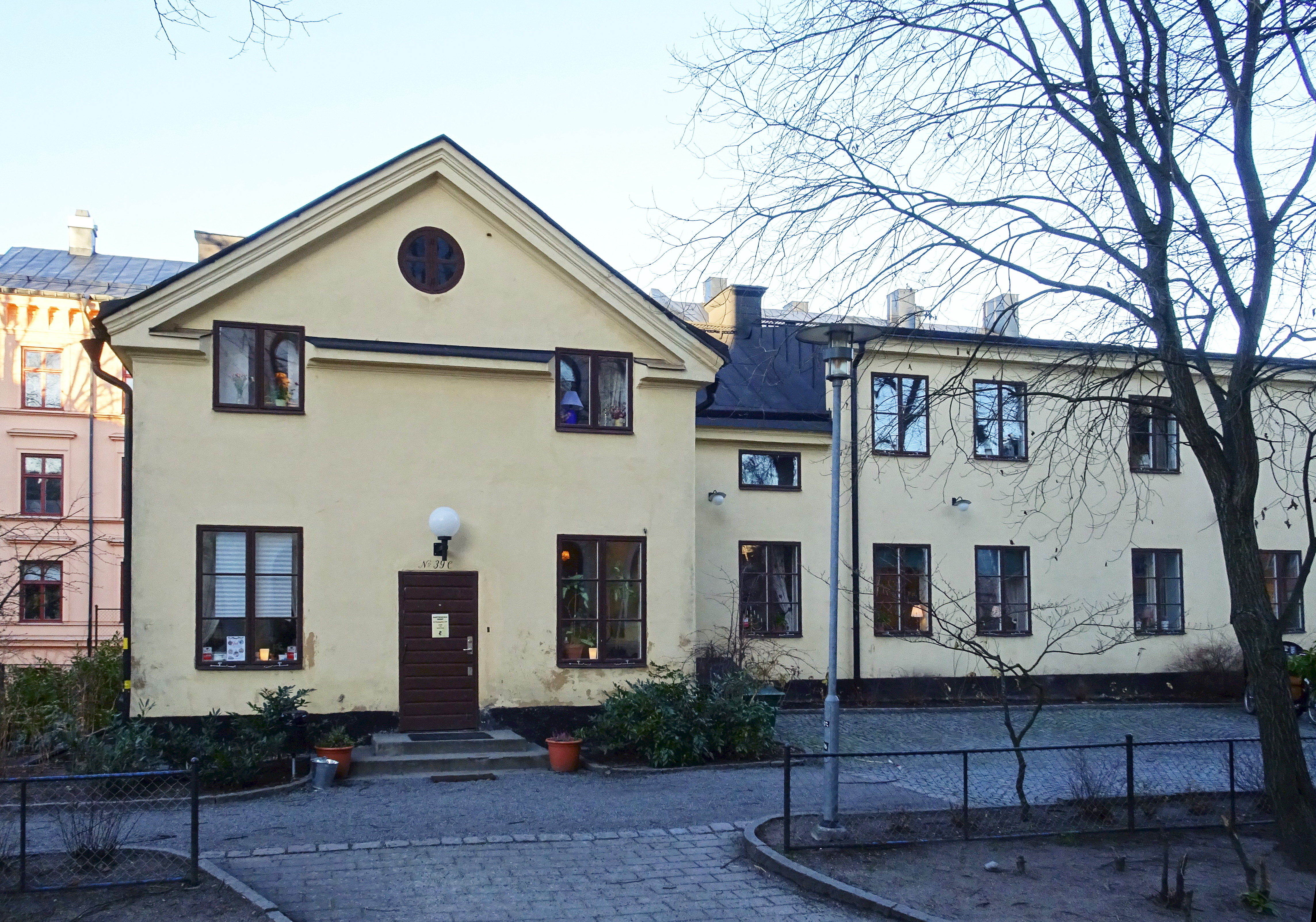
Gårdssida, västra delen.
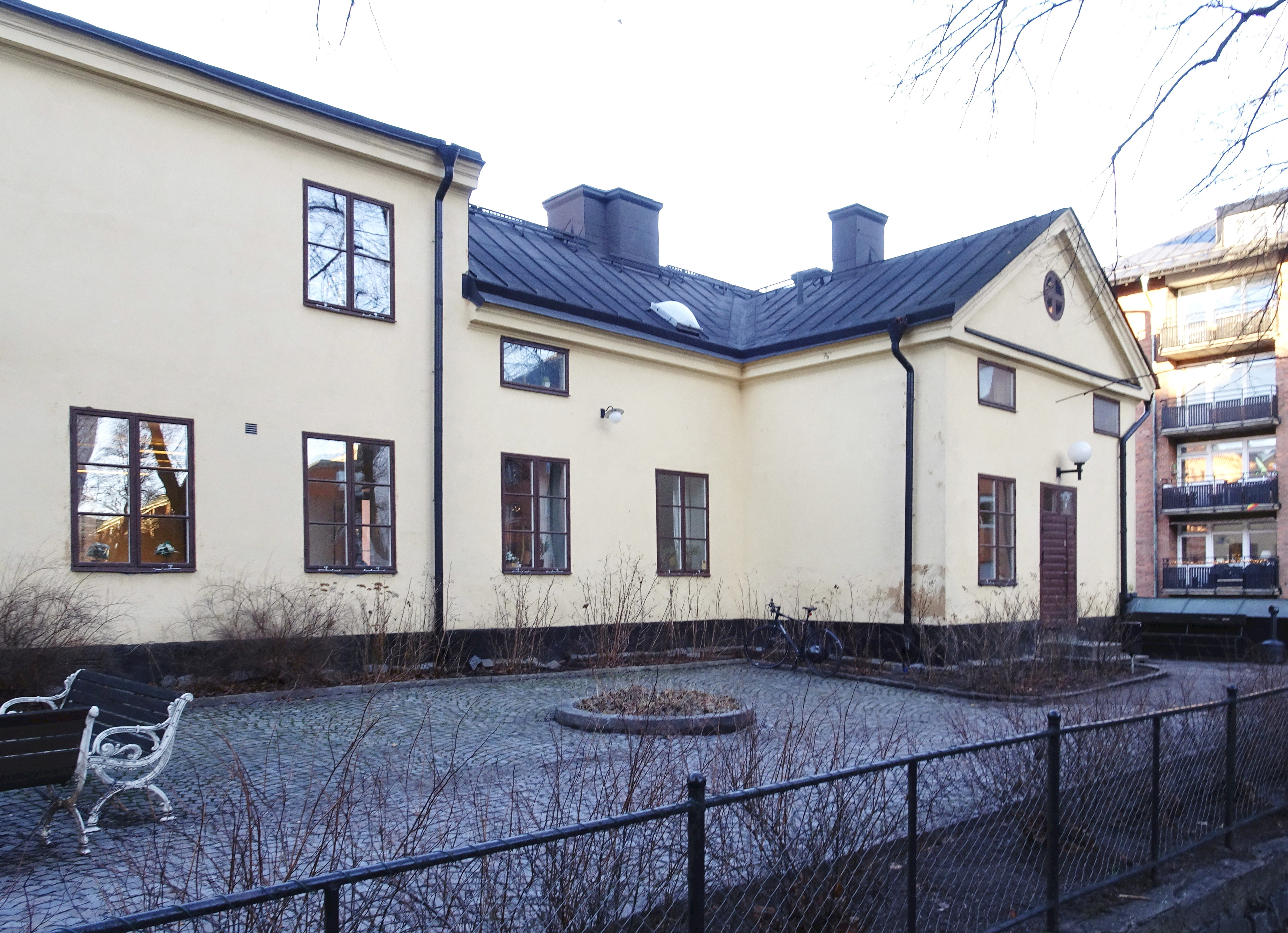
Gårdssidan, östra delen.